# Ваља Кеиј (Валча)
Ваља Кеиј (рум. Valea Cheii) насеље је у Румунији у округу Валча у општини Паушешти-Маглаши. Oпштина се налази на надморској висини од 353 m.

## Становништво
Према подацима из 2002. године у насељу је живело 1125 становника.

### Попис2002.
| Расподела становништва по националности 2002.‍ | Расподела становништва по националности 2002.‍ | Расподела становништва по националности 2002.‍ | Расподела становништва по националности 2002.‍ | Расподела становништва по националности 2002.‍ |
| --------------------------------------------- | --------------------------------------------- | --------------------------------------------- | --------------------------------------------- | --------------------------------------------- |
|                                               |                                               |                                               |                                               |                                               |
| Румуни                                        | Румуни                                        |                                               | 1.045                                         | 92,9%                                         |
| Роми                                          | Роми                                          |                                               | 80                                            | 7,1%                                          |